# Franz Wilhelm Rabaliatti
Francesco (Franz Wilhelm) Rabaliatti (né peut-être le 20 janvier 1716 à Gameragna di Stella près de Savone et mort en mars 1782 à Mannheim, dans le Palatinat) est un architecte d'origine italienne qui fut architecte de la cour du prince Charles-Théodore. Rabaliatti figure parmi les architectes baroques les plus importants du Palatinat, aux côtés d'Alessandro Galli da Bibiena, Johann Adam Breunig, Nicolas de Pigage et Johann Jakob Rischer (de).

## Biographie

### Origines
Franz Wilhelm Rabaliatti naît peut-être sous le nom de Francesco Giuseppe Rabaliatti en Ligurie. Il quitte au début ou au milieu des années 1740 sa région natale pour se rendre en France et apprendre son métier. Il arrive en 1746 à Mannheim. Il est possible que Rabaliatti ne soit pas né à Gameragna di Stella, mais que cela soit le lieu d'origine de sa famille. Certains auteurs estiment qu'il est né dans l'espace germanophone de parents italiens et d'ailleurs ajoutent que son nom de baptême Franz Wilhelm n'est pas la traduction de Francesco Giuseppe - Wilhelm est Guglielmo (Guillaume) en italien et Giuseppe, Josef (Joseph).

### Famille
Franz Wilhelm Rabaliatti serait le fils de Bartholomäus Vinzenz Rabaliatti, maître d'œuvre ou tailleur de pierre de 1711 à 1720 au château d'Erpernburg (de), au château de Herringhausen et au château de Herdringen. Un fils de Bartholomäus Vinzenz Rabaliatti est dénommé Kaspar Theodor Rabaliatti (* ?; † 1766). Il serait né à Rüthen et tailleur de pierre également. Il se marie avec Maria Magdalena Rabaliatti (veuve Seemännin, née Schröderin) et s'installe en 1744 à Strasbourg. Il serait donc un frère de Franz Wilhelm Rabaliatti. 
Franz Wilhelm Rabaliatti épouse la fille d'un maître maçon de Mannheim du nom d'Anton Nauß. Entre 1749 et 1768 six fils et quatre filles viennent au monde, tous baptisés à Mannheim. Trois fils et deux filles meurent en bas âge. L'on sait que l'un des fils, Sebastian Kaspar Rabaliatti, né en 1755, a pour parrain de baptême Kaspar Theodor Rabaliatti. S'il s'agit du frère de Franz Wilhelm (comme cela semble l'indiquer, car il était fréquent que le parrain soit le frère du père ou de la mère) alors les relations de famille entre Franz Wilhelm Rabaliatti et les Rabaliatti de Rüthen sont confirmées. Ceci cependant doit être corroboré par des preuves écrites qui manquent. À propos de Sebastian Kaspar Rabaliatti, l'on sait qu'il a été embauché au moins de 1782 à 1802 à la cour du duc Guillaume de Bavière en tant que secrétaire.

### Carrière
Rabaliatti est employé au grade de tailleur de pierre (en fait en tant qu'assistant de l'architecte) en 1746 par Alessandro Galli da Bibiena pour les travaux de l'église des Jésuites de Mannheim. Bibiena le prend sous son aile pour sa formation d'architecte. Rabaliatti est nommé en 1747 architecte de la cour par le prince Charles-Théodore. Celui-ci commande une nouvelle résidence d'été à Schwetzingen et de nouveaux plans pour son château de Mannheim. Rabaliatti est donc immédiatement engagé à divers aménagements du château de Schwetzingen, ainsi qu'au plan général de Schwetzingen et à la construction de maisons aristocratiques, comme par exemple son propre palais bâti en 1755.  
Il collabore étroitement avec le Lorrain Nicolas de Pigage, nommé en 1752 par Charles-Théodore Oberbaudirektor (haut directeur des constructions, soit architecte en chef). Pigage a étudié l'architecture à Paris, mais Rabialatti lui était supérieur par ses nouvelles connaissances techniques. Les différences entre Rabialatti l'« artiste » et Pigage l'« artisan » conduisirent plus tard à une concurrence et à une mésentente entre les deux hommes.

### Mort
La date et le lieu de sa mort ne sont pas connus. Il est enterré le 24 mars 1782 à Mannheim.

## Œuvre

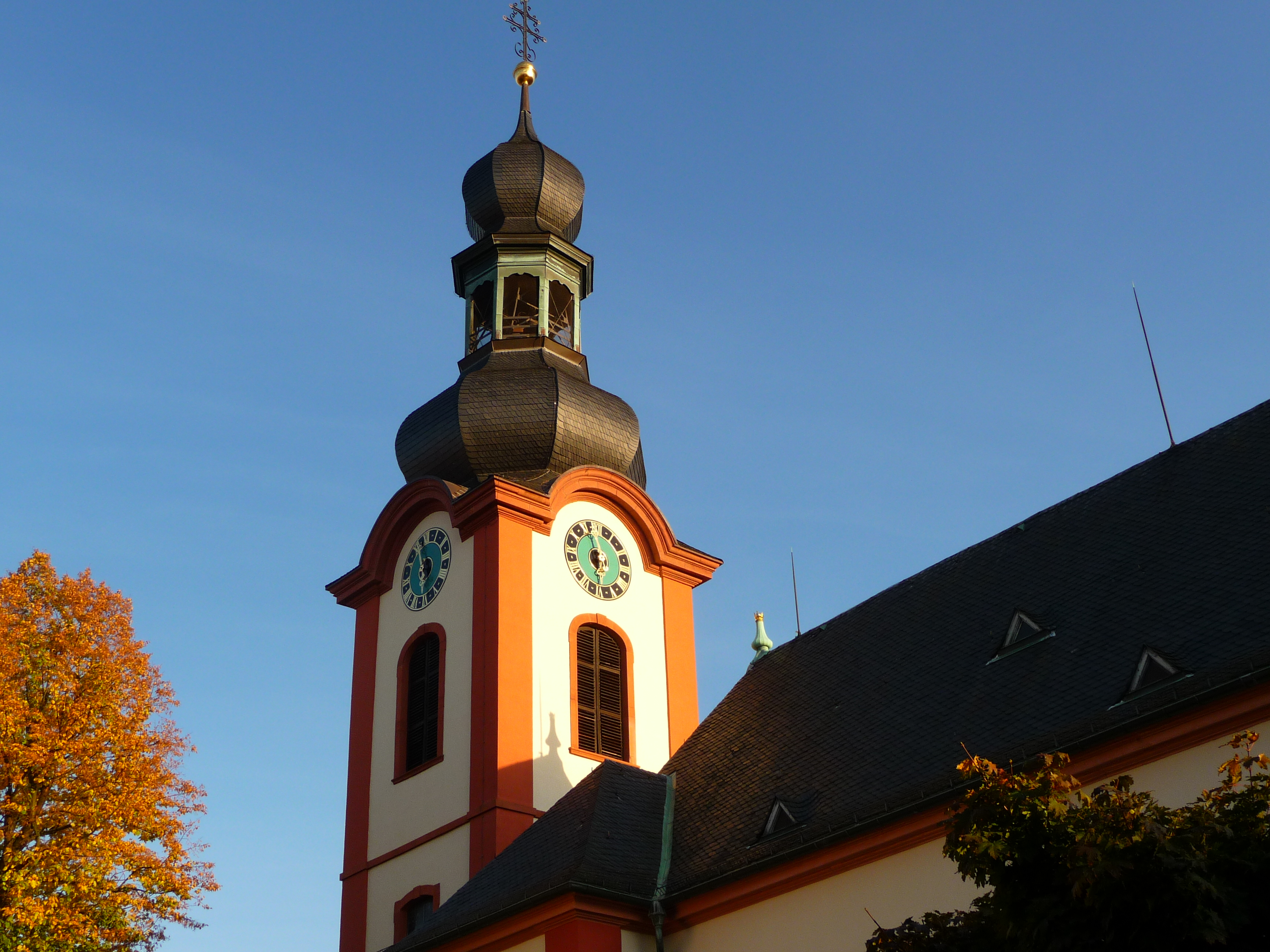
Clocher de St. Pankratius

### Construction du château de Schwetzingen
Rabaliatti participe aux travaux du château selon les plans originels de Bibiena, sous la direction de Guillaume d'Hauberat (en), de 1748 au début de l'année 1750. Il construit du côté nord la maison de plan circulaire servant d'orangerie.
À la différence du bâtiment Nord, qui servait à faire hiverner les plantes en pot, et qui était assez simple, il construit de 1753 à 1755 une maison circulaire tournée vers le Midi et comprenant deux salles - la salle de jeu et la salle de bal - richement décorées. La maison servait de pavillon de chasse. Elle est ornée de stucs remarquables, œuvre de Giuseppe Antonio Albuccio (de).
Rabaliatti conçoit aussi le fer forgé très élaboré et la porte en partie dorée de l'arboretum.

### Bâtiments à Schwetzingen
L'architecte travaille à l'aménagement et à l'agrandissement de la résidence princière, mais aussi à la planification globale urbaine de Schwetzingen. Il construit plusieurs maisons bourgeoises ou aristocratiques, comme le palais Hirsch (de son nom actuel) dont la propriété est donnée au père jésuite Franz Joseph Seedorf (de) de la part du prince Charles-Théodore, en 1748. Le P. Seedorf est alors le confesseur, directeur de conscience et conseiller du prince, et l'un des hommes les plus puissants de la cour. De 1818 à 1963, l'édifice abrite l'hôtel Zum Goldenen Hirsch (« Au cerf d'or »), ce qui explique son nom actuel.
De 1754 à 1756, Rabaliatti bâtit le clocher de l'église Saint-Pancrace (St. Pankratius), après que l'ancien fut détruit pour défaut de construction.

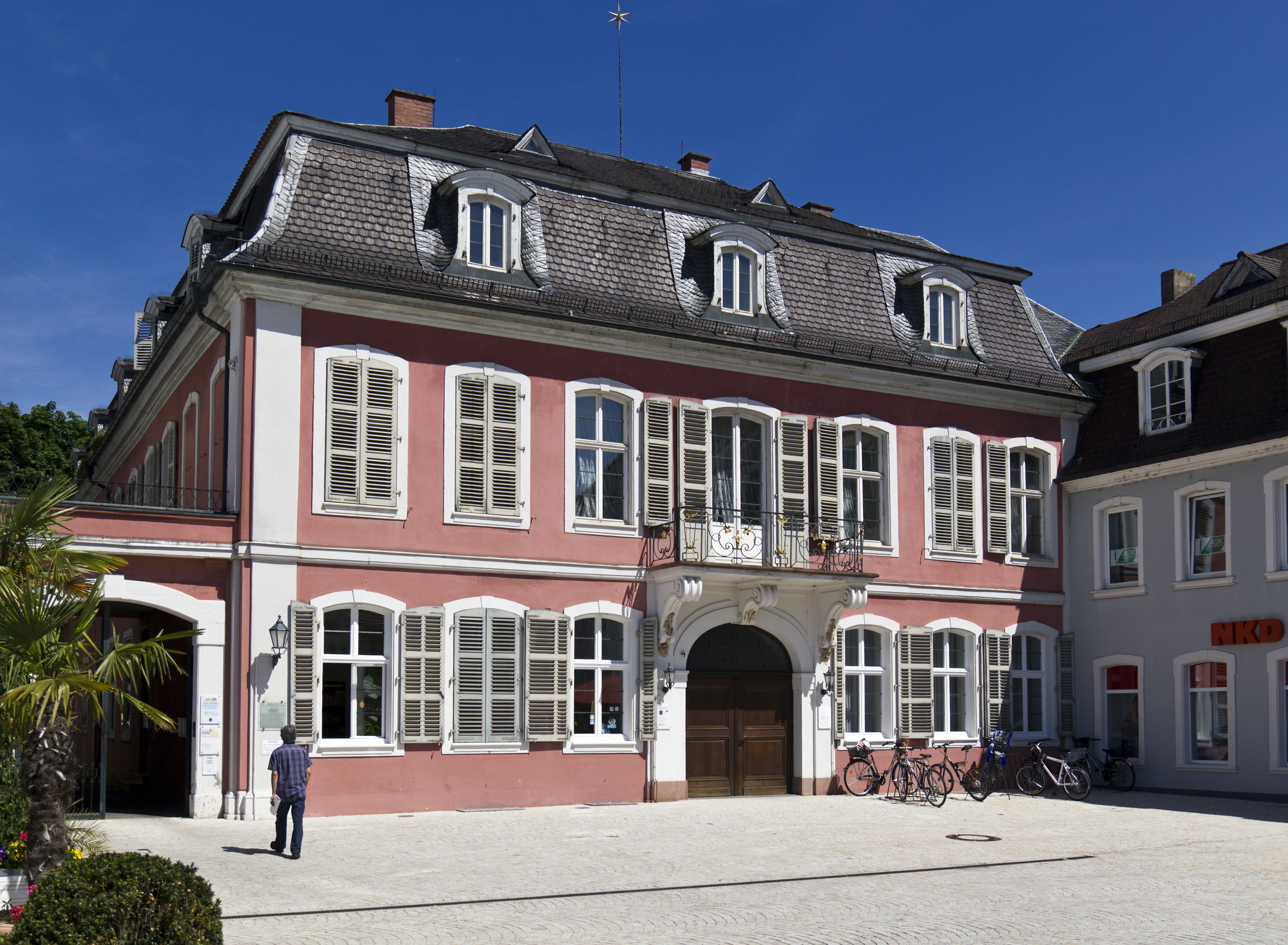
Vue du palais Rabaliatti

Il construit en 1755 le palais Rabaliatti, pour en faire sa demeure privée à l'angle nord-ouest du palais princier. Ses écuries qui pouvaient abriter douze chevaux existent toujours. En 1782, la demeure est achetée par le comte von Bretzenheim. Plus elle sert à des administrations. C'est une demeure privée depuis 1931.
Il procède en 1759 à la rénovation de la somptueuse volière. Mais le style de vie de l'architecte devient de plus en plus somptuaire.
En 1759, il achète pour 30 000 florins d'ancienne écuries à la Theodor-Straße et se fait construire derrière le dos de l'architecte en chef Nicolas de Pigage de nouvelles et somptueuses écuries. Il ajoute entre autres un pavillon d'angle pour l'hébergement des soldats. Les deux architectes ne cessent de s'affronter dans des intrigues.

### Bâtiments à Mannheim

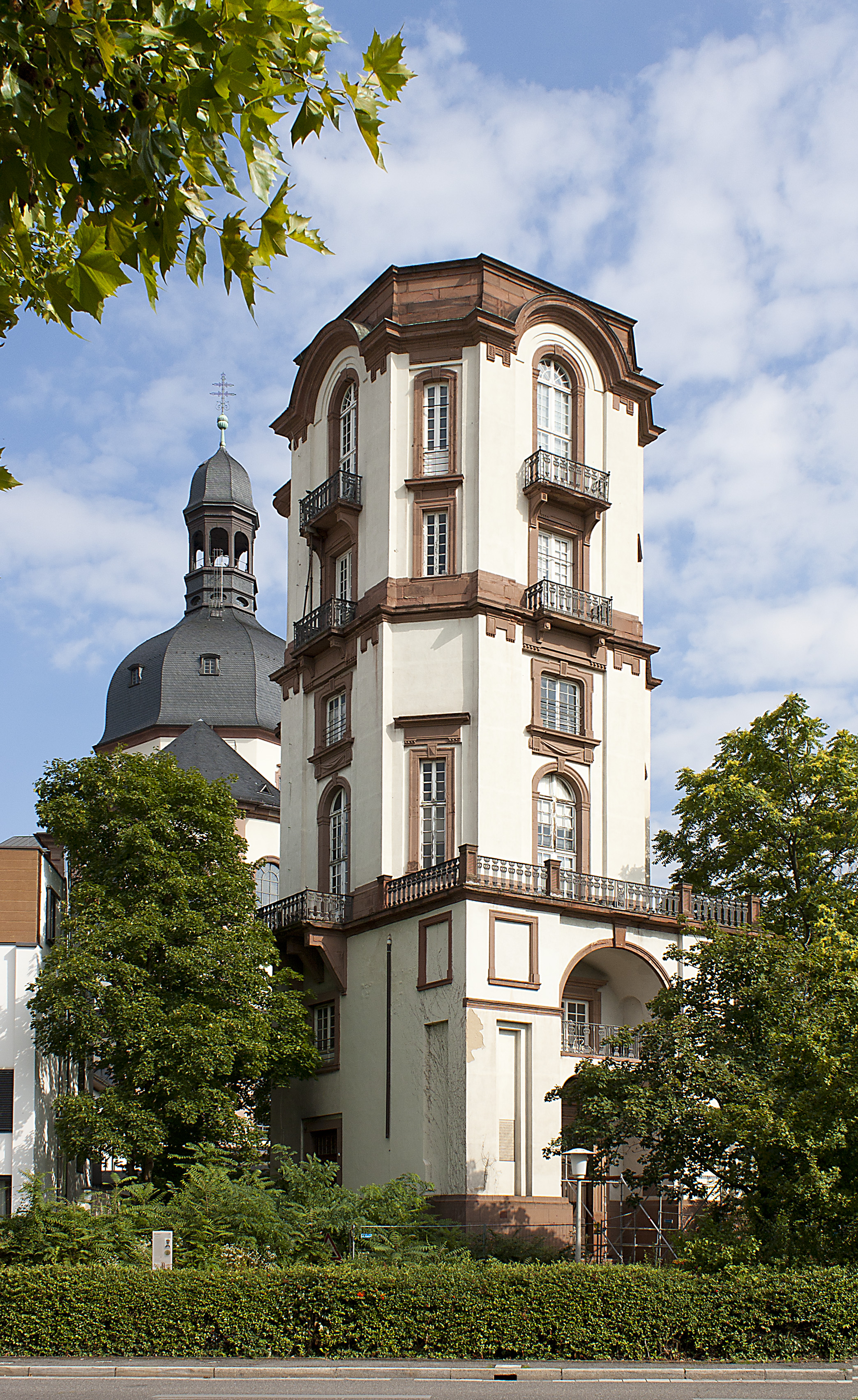
Vue de l'observatoire de Mannheim.

De 1751 à 1760, Rabaliatti et Pigage mènent des travaux d'aménagement et d'agrandissement au château de Mannheim. En 1754, il construit l'église de la Sodalité (Sodalitätskirche).
Il termine l'église des Jésuites de Mannheim (surtout l'intérieur), commencée par Bibiena en 1733. Il bénéficie de la collaboration de Pigage et de Verschaffelt. Biebiena meurt en 1748 et l'église est prête en 1760.
Il construit avec Johann Lacher l'observatoire de Mannheim (en) de 1772 à 1774. Il comporte cinq niveaux de style classique, une tour octogonale. C'est ici que travaille le scientifique jésuite (mathématicien et astronome de la cour), Christian Meyer. Aujourd'hui l'édifice sert d'atelier d'art.
En 1753, il construit une buanderie et laverie, bel édifice baroque pour le palais princier.

### Bâtiments à Heidelberg
La construction de l'église des Jésuites de Heidelberg est commencée en 1711 par Johann Adam Breunig (mort en 1727), avec le chœur de cette église-halle baroque. C'est en 1723 que se termine cette première phase. Les travaux reprennent en 1749 sous la direction de Rabaliatti. La nef est recouverte en 1750, la façade avec ses volutes est finie en 1751. Les travaux sont menés par lui jusqu'à la fin de l'automne 1759.
Ensuite, il construit le Seminarium Carolinum, nommé ainsi d'après le cardinal Borromée, récemment canonisé. C'est le dernier édifice de prestige construit par les jésuites de Heidelberg. Après la suppression de la Compagnie de Jésus, l'édifice est sécularisé. Il sert d'asile de fous entre 1826 et 1878, puis est utilisé par le trésor militaire impérial. Plus tard, jusqu'en 1936, l'aile Ouest abrite le tribunal du district. Aujourd'hui le bâtiment abrite l'administration de l'université de Heidelberg. 
Parallèlement, Rabaliatti construit de 1763 à 1765 un bâtiment de deux étages servant à l'économat du séminaire des jésuites. En 1826, il sert de logement à l'administrateur de l'asile de fous. Les bâtiments baroques autour de l'ancien Carolinum sont démolis en 1879. Ils sont remplacés en mars 1880 par les bâtiments fonctionnels. On y trouvait le mess des officiers au tournant du XXe siècle. Le tribunal du district s'y installe en 1936, après avoir été évacué de l'ancien Carolinum. Ensuite l'ensemble est dévolu à l'université et de nouveaux bâtiments sont construits au début des années 1970. On y trouve aujourd'hui l'Institut d'histoire d'Europe de l'Est et l'Institut d'histoire de l'art de l'université de Heidelberg.

### Œuvres dans le Palatinat et ailleurs

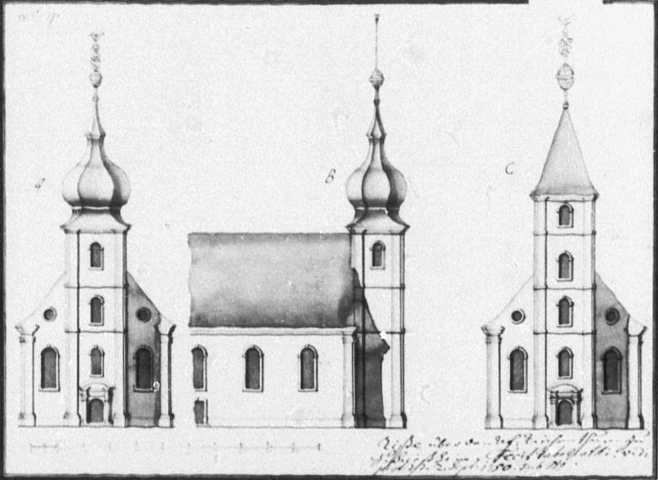
Vue de l'église paroissiale de Schriesheim.

- 1748 à 1750 environ: Rabaliatti reconstruit l'église réformée de Schriesheim.Elle a été endommagée sévèrement pendant la Guerre de Trente Ans et ensuite dans les guerres contre les Français. Malgré des réparations continuelles, elle est finalement démolie en 1748. Sans chœur ni latéraux, elle comprend un clocher du côté est. Il est détruit par la foudre en 1835, ce qui explique son état actuel[9].
- 1750 à 1753: construction à Maudach (Ludwigshafen) de l'église catholique Saint-Michel, d'après les plans de Rabaliatti, par le maître Hoffmann[10]
- 1751 à 1753 : rénovation de la maison du commandant Johann Friedrich von Zyllnhart de la citadelle de Dilsberg[11]
- 1752 : construction du premier pont de pierre (Hoggemer Bruck) de Hockenheim
- 1754-1755 : construction à Mutterstadt de la nef de l'église protestante[12]

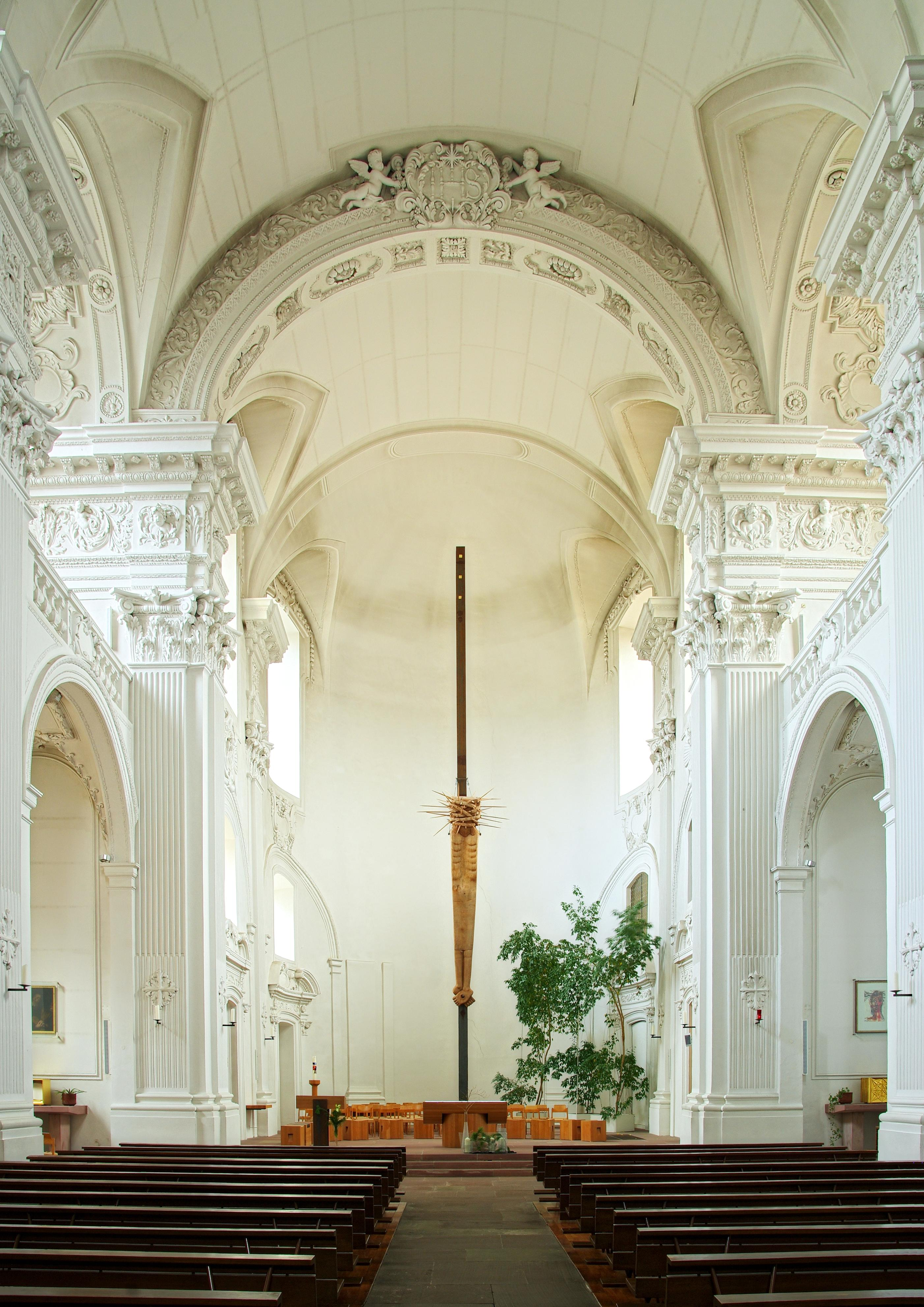
Vue de l'intérieur de l'église des Jésuites de Fribourg en Suisse.

- 1755-1757 : planifie avec l'aide du peintre Franz Anton Ermeltraut et du stucateur Giuseppe Antonio Albuccio l'intérieur rococo de l'église des Jésuites de Fribourg, édifiée entre 1606 et 1613 en style gothique tardif. La décoration est réalisée entre 1756 et 1771.
- 1755 : construction à Frankenthal d'une manufacture de porcelaine à partir d'une ancienne caserne de dragons, sur commande du faïencier strasbourgeois Paul Anton Hannong [13]

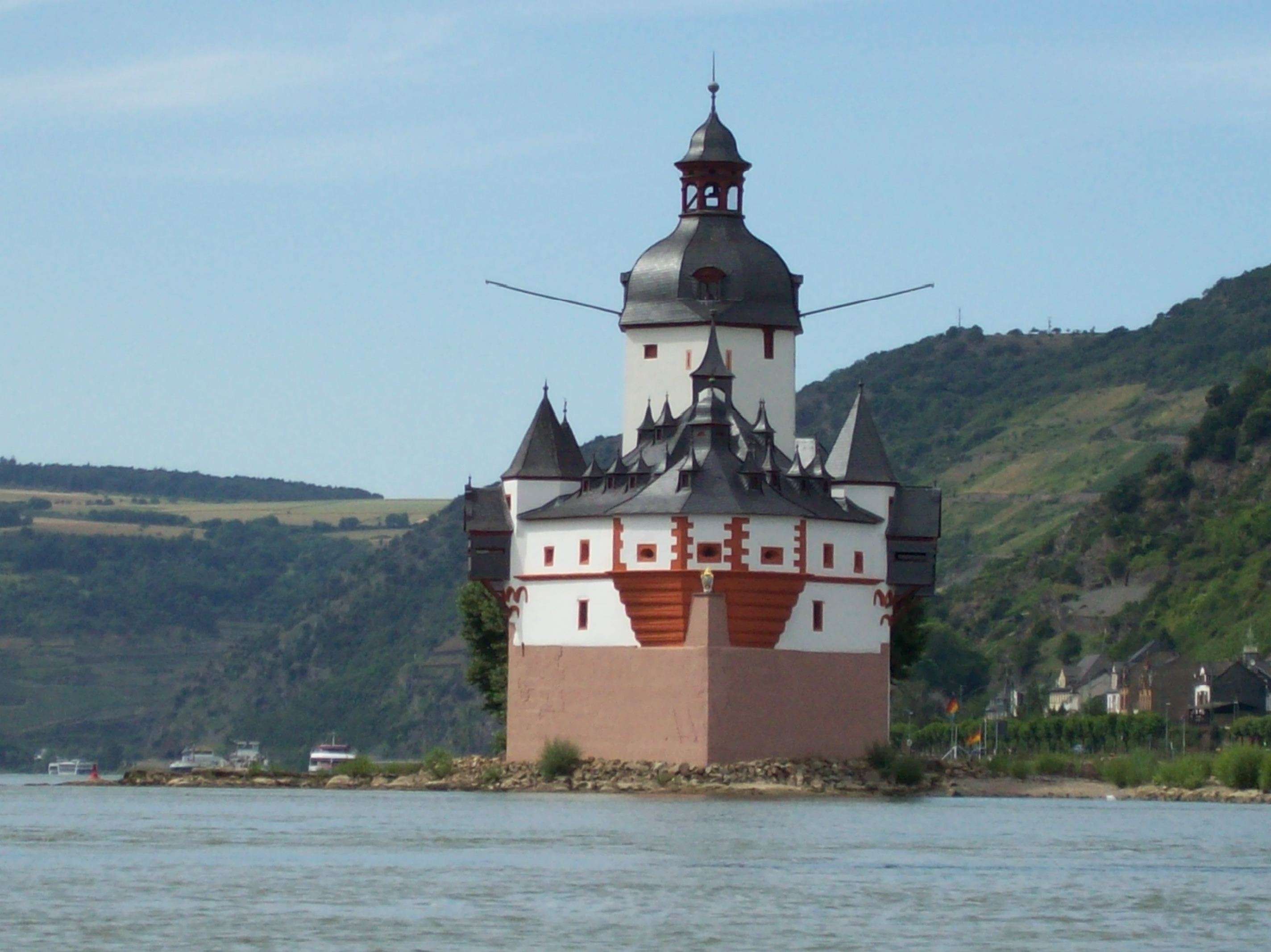
Château de Pfalzgrafenstein à Kaub

- 1756 : tour du château de Pfalzgrafenstein à Kaub, couronnée d'une toiture en bulbe octogonal surmontée d'une lanterne ouverte[14]
- 1756 : dessins des travaux de finition de la tour d'entrée de la citadelle de Dilsberg[15]
- 1756 : construction de l'église catholique Saint-Laurent de Nußloch.
- 1757 : plans de rénovations à Pleisweiler de l'église paroissiale catholique[16]
- 1758 : construction de la chapelle Saint-Joseph de Bacharach (Oberstraße, n° 39). Donnée par Charles-Théodore pour servir de chapelle domestique aux classes de latins du lycée catholique. Consacrée en 1760[17]
- 1760 : construction de l'église catholique Saint-Étienne (Sankt Stephanus) de Gleisweiler près d'Edenkoben[18]
- 1763 : réaménagement de l'ancienne grange des dîmes de Lohrbach en église.
- 1763 : restauration et agrandissement de l'église de la Paix (Friedenskirche) d'Obrigheim avec chaire et tribune et décor baroque[19]

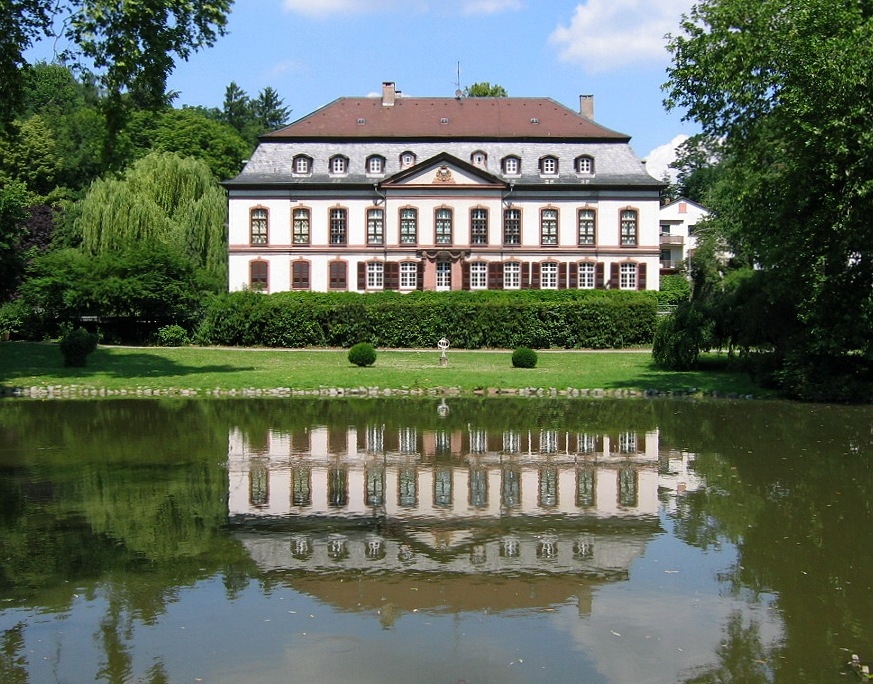
Château de Birkenau.

- 1771 à 1779 : termine l'édification du château de Birkenau commencée en 1765.

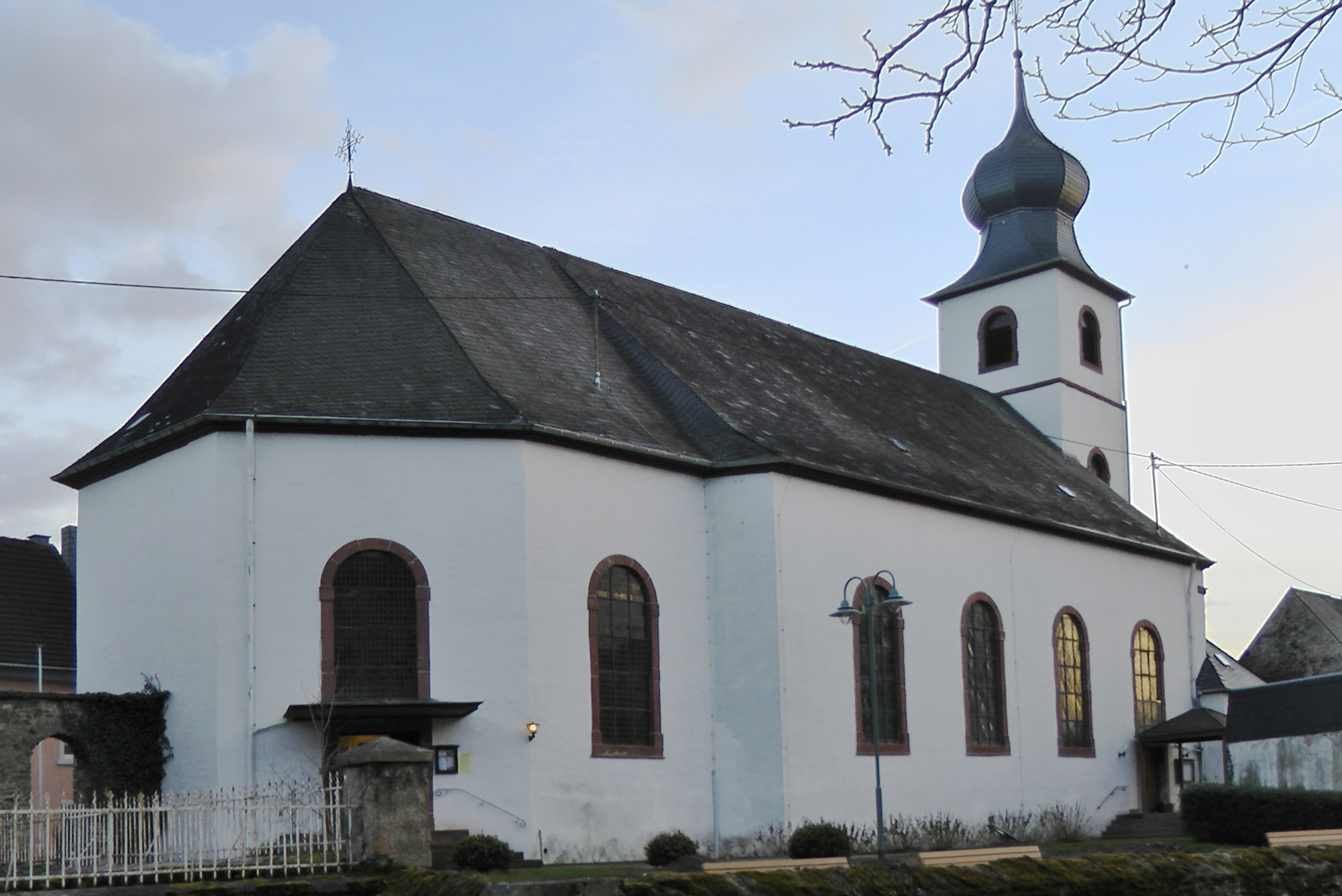
Vie de l'église simultanée de Brauneberg.

- 1775 à 1777 : plans et construction de l'église simultanée de Dusemond (aujourd'hui Brauneberg).
- 1780 : palais baroque de Kaub, depuis 1913 musée Blücher (Blüchermuseum Kaub) [20]
- 1783: construction d'après les plans de Rabaliatti de la nef de l'église protestante de Leutershausen.